# لا أورادادا

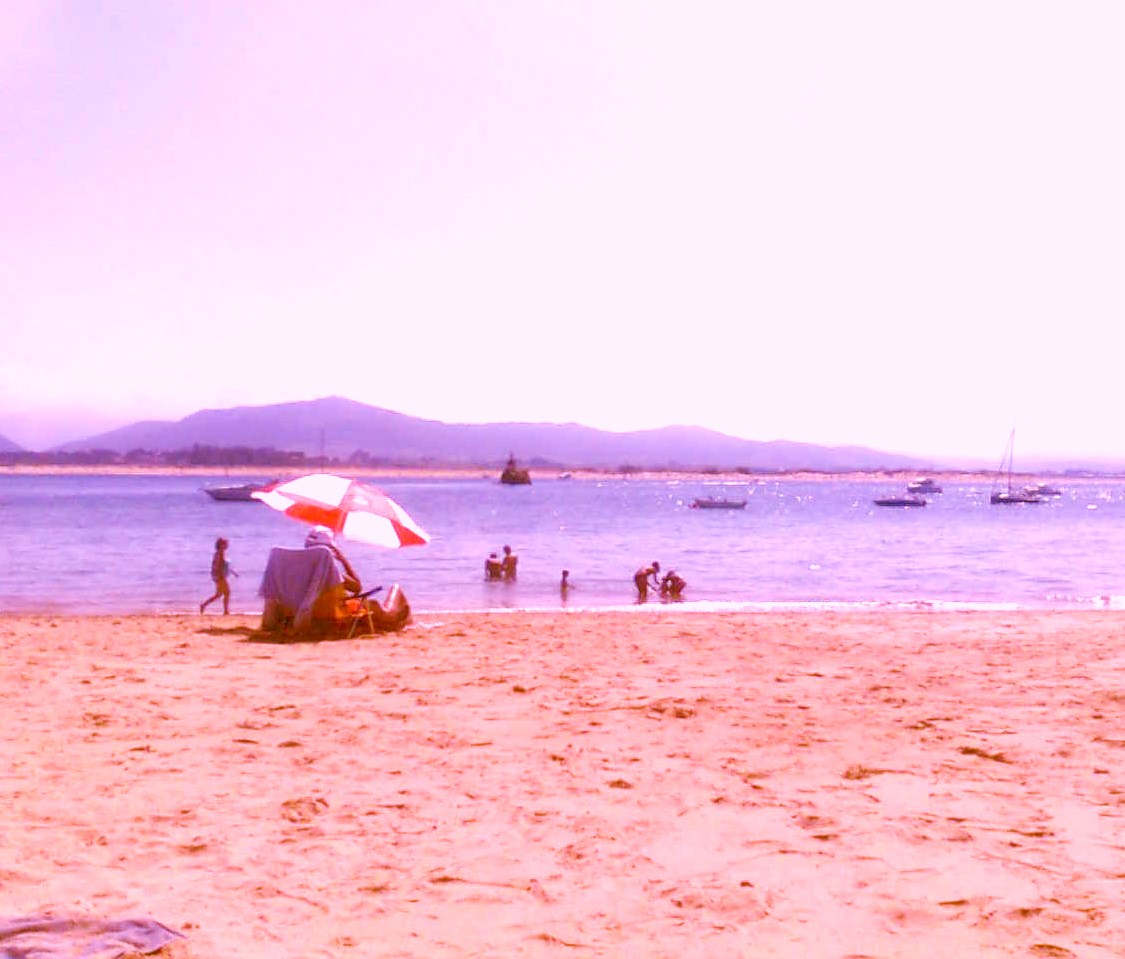
جزيرة لا أورادادا في كانتابريا.

جزيرة لا أورادادا (بالإسبانية: Isla de la Horadada) جزيرة إسبانية تقع في بحر كانتابريا، هي تابعة لمنطقة كانتابريا شمال إسبانيا.
تبلغ مساحة جزيرة لا أورادادا 0,001 كم².